# Fèlix Mercader
Fèlix Mercader, o Félix en grafia francesa, (Perpinyà, 30 d'abril del 1892 - 11 de març del 1949) va ser un arquitecte i polític rossellonès, alcalde de Perpinyà del 19 d'agost del 1944 a l'11 de març del 1949.

## Biografia
Era descendent d'una vella família catalana. Després d'estudiar a l'institut de Perpinyà, el Liceu Aragó va fer la carrera d'arquitecte, professió que exercí tant bastint cases com en la restauració del canal de Boera, a Prada de Conflent.
Combaté a la primera guerra mundial, i hi fou greument ferit a la cama; rebé la Creu de Guerra. Membre de la Secció Francesa de la Internacional Obrera (el partit socialista francès), el 1935 va ser escollit regidor de Perpinyà en la llista que encapçalava Joan Payrà. Compaginà el càrrec amb les funcions d'administrador i president de l'Union Fédérale des Anciens Combattants, alhora que presidia el Sindicat d'Arquitectes de Perpinyà. També va ser delegat de l'"Aviation Populaire des Pyrénées-Orientales", una proposta política per acostar el pilotatge al gran públic: amb 47 anys, el 1939 Mercader es tragué el carnet de pilot només uns dies després que ho hagués fet el seu fill, Henry. Posteriorment presidí l'"Aéro Club du Roussillon".
Durant la Segona Guerra Mundial s'oposà al govern de Vichy, i el 1940 entrà a Resistència, però hagué de fugir de Perpinyà per escapar-se a la persecució de la Gestapo i de la policia francesa col·laboracionista. A l'Alliberament (a Perpinyà el 19 d'agost del 1944), va ser designat pel Comité français de la Libération nationale com a alcalde de la capital del Rosselló substituint Ferdinand Coudray. Va ser confirmat en el càrrec pel govern el 5 de setembre del 1944, i reelegit en successives eleccions (18 de maig del 1945 i 26 d'octubre del 1947). Presidí (1944) l'"Association France-Espagne".
El 1947 Mercader va vendre a l'Administració, pel preu simbòlic d'un franc, uns terrenys que tenia a Portvendres perquè s'hi aixequés una colònia de vacances per a infants desfavorits d'arreu de França. Esdevingué l'"Institut de Plein Air du Camp de La Mauresque" que el 1976 es redenominà "Institut Médico-Educatif La Mauresque". El 2003 s'hi acabà l'etapa de les colònies infantils, i s'encetà una de nova, ara com a institut d'educació especial. En reconeixement del paper de l'ex-alcalde, al 13 de febrer del 2013 Portvendres li va dedicar un homenatge.
El seu mandat com a alcalde es caracteritzà per la creació de noves places i jardins públics, la millora d'equipaments i l'embelliment de la plaça de la Llotja posant-hi una important escultura d'Arístides Maillol. Donà el nom de l'heroi de guerra Gilbert Brutus a l'estadi de l'Alt Vernet on la USAP tindria el seu feu anys a venir (1962). En la seva faceta literària, edità la revista especialitzada Lo Mestre d'Obres i publicà dues obres sobre el canal de Boera i les torres de la Maçana i de Madeloc.
El 1948, l'escultor Roger Maureso li va fer un bust. Al 13 de juny del 1949, la seva ciutat rebatejà el "boulevard" de les Alberes amb el seu nom.

## Obres
- Deux vieilles tours du Roussillon : la Massane et Madeloc Perpignan: imprimerie de l'Indépendant, 1938, 167 p.
- La Vie agitée du canal de Bohère [S. l.] : [s. n.], 1933, 128 p.